# Horningtoft
Horningtoft är en civil parish i Storbritannien.   Den ligger i grevskapet Norfolk och riksdelen England, i den sydöstra delen av landet, 160 km norr om huvudstaden London. Antalet invånare är 135. Arean är 5,7 kvadratkilometer.
Terrängen i Horningtoft är mycket platt.